# Зеда-Ецер-Тобанієрі
Зеда-Ецер-Тобанієрі (груз. ზედა ეწერ-ტობანიერი) — село в Грузії.
За даними перепису населення 2014 року в селі проживає 146 осіб.